# マトリックス リローデッド
『マトリックス リローデッド』（原題：The Matrix Reloaded）は、2003年のアメリカのSFアクション映画。監督・脚本はウォシャウスキー兄弟。ワーナー・ブラザース配給。「マトリックス」シリーズの2作目。

## ストーリー
前作の六か月後、ネオとトリニティは明確に恋愛関係を結ぶようになった。モーフィアスは、ナイオビ、ゴースト、スパークスが乗り込むロゴス号のナイオビ船長から、サデウス率いるオシリス号がセンチネルに破壊されたことがきっかけとなり、ザイオンの全船の緊急会議を召集するメッセージを受け取り、会議では25万体のセンチネルの軍隊がザイオンに向かってトンネルを掘り続け、72 時間以内に到着することが判明した。ロック司令官は全船に準備のためザイオンに戻るよう命令するが、モーフィアスは新しい運転役としてリンクが搭乗したネブカドネザル号がオラクルと連絡を取るために残るよう要請する。しかし、会議中にエージェント三人が建物に侵入したことを察知したネオは会議から出ていき、戦いを始めてエージェントを追いやった後、前作の最後で披露した飛行能力で直接オラクルの家に移動するものの、オラクルの家の中は誰もいなかった。カドゥケウス号のバラードはネオがセラフに出会えるよう連絡を送るものの、エージェントの襲撃でマトリックス側にいたエージェント・スミスはマラカイを殺害し、ベインは肉体ごと乗っ取ってしまう。
ザイオンの神殿のスピーチでモーフィアスが機械の進歩についてのニュースを発表し、演説を行った後、ネブカドネザル号はマトリックスに入ってネオがチャイナタウンに行き、オラクルのボディーガードであるセラフはネオと戦闘した。その後戦闘を中止したセラフはバックドアを経由してオラクルの本来の住所に送ると、会話の中でネオは、オラクルもシステムのプログラムの一種でしかないことに気が付いていたこと、そうなるとなぜオラクルは信頼すべき存在なのかという疑問をオラクルに話すと、オラクルは自身も追放されたプログラムの一種でしかないことを話し、ネオ本人がオラクルが敵か味方か判断できる唯一の存在であることを告げ、フランス人プログラムのメロヴィンジアン邸にいるキーメーカーに会いに行くように告げる。時間が来たオラクルはセラフと共に公園を去ると、直後にエージェントの型も外したスミスが現れ、直前に使わなくなったイヤホンを嫌がらせで送り付け、本来前作で消滅していたスミスはエージェントの型がなくなった代わりに不正プログラムになったと告げる。スミスは直後にネオを吸収しようとしたものの失敗し、彼はスミス自身のクローンを乱造したり、別のエージェントを吸収したりしてネオに戦おうとするが、ネオはマントで逃走・帰還することに成功する。その後、ザイオン内部では大規模なレイヴパーティーが開かれ、トリニティが死亡する予知夢を見たネオとトリニティは明確に同じベッドで眠る。
キーメーカーの引き渡しのためにネオ、モーフィアス、トリニティはメロヴィンジアンおよびパーセフォニーのいるル・ヴライ・レストランに向かうが、メロヴィンジアンはすべての原因には結果が、すべての結果には原因があることを説明するためにレストランの適当な女性にケーキを送り、そのケーキを食べた女性はプログラムで発情して部屋を出ていくように仕向ける。そしてソースへの到達を阻止するためにキーメーカーは誰にも通信、対話させることはないと告げたが、メロヴィンジアンが去った後にパーセフォニーは裏切り、能力のためにネオとキスした後、城へ三人を導き、キーメーカーの守護人のアベルを特殊な弾丸で殺害した後、ケインにメロウィング朝を呼びに行くよう忠告する。キーメーカーを連れて逃走しようとした時、激昂したメロヴィンジアンはツインズを招集し、手下六人はネオと戦闘を始める。手下を破ったネオであったが、メロヴィンジアンはパーセフォニーを非難した後、この戦いがメロヴィンジアンの終わりではないうえに、前任者も似たような方法で生き残ったと呟いた後にドアを使って逃走するが、ネオがその扉に入ろうとすると全く関係ない場所に転送されていた。トリニティとモーフィアスはカーチェイスでツインズと本格的なバトルを繰り広げる。リンクを経由してトリニティとモーフィアスは最短経路の脱出場所を探すが、高速道路に飛び込む必要が出てきたためにそこに向かうものの、エージェントも巻き込んだ激闘の末に乗り込んだ車は大破する。モーフィアスはツインズの車を刀で裂き、発砲で車を爆破させてツインズを追い払った。トリニティとキーメーカーはバイクを搭載したトラックに飛び乗り、キーメーカーがバイクを起動させてさらに逃走する。トラックの上に乗り込んでいたモーフィアスはエージェント・ジョンソンの攻撃を受けてトラックから落下するが、ナイオビの車に乗り移った後、キーメーカーを救うために再びトラックの上に飛び乗る。別のトラックの運転手にエージェントが乗り移った後、モーフィアスの乗ったトラックは反対側からくるトラックと正面衝突しそうになるが、間一髪でやってきたネオによって救出される。
ザイオンで待機するネブカドネザル、ヴィジラント、ロゴス号の乗組員は本格的にネオを支援し始め、キーメーカーとネオがソースに到達するのを助けようとする。特にロゴス号の乗組員は、マトリックス側でセキュリティを破壊するために発電所に爆弾を設置する必要があった。任務開始前にネオはトリニティにマトリックス側に行かないように頼んでいたものの、ロゴスは成功するが、ヴィジラントのバックアップ側の発電所の破壊はセンチネルによって船が破壊されたことにより、乗組員は即死。トリニティはヴィジラントの乗組員に代わってバックアップの場所を破壊しに行ったものの、エージェントと戦闘を始める。一方でネオ、モーフィアス、キーメーカーも同様にソースにつながる建物に侵入したものの、キーメーカーがドアのロックを解除した直後にエージェントが狙撃したため死亡する。（その後モーフィアスはマトリックスから脱出する。）
ネオは、マトリックスの作成者であるアーキテクトと呼ばれるプログラムに会い、彼は、救世主と呼ばれるものの登場はネオを含めて7回目の登場であること、ネオは制御ツールの破壊のために選ばれた異常プログラムであることを告げる。予言で起こるシステムクラッシュ（センチネルによるザイオンの破壊）を防ぐためにはザイオンを再起動してほぼすべての人類を最初からなかったことにするか、マトリックスにいるトリニティを救いに行くかを迫られる。ネオは後者を選択したが、アーキテクトからかなり否定的な反応を食らう。ネオの予知夢通りトリニティは建物から落下するときに胸部に銃弾を食らって死亡する運命にあったが、ネオが高速で救出し、能力で銃弾を取り除くものの、トリニティは心停止する。ネオはさらにトリニティの心臓部を無理やり再起動させることによってトリニティを救うことに成功する。
モーフィアスは会議で救世主の「マトリックスの破壊」は嘘だと思われていたが本当だったことが分かり、実際は24時間以内にザイオンは滅ぼされ、マトリックスも消滅することが判明する。ネブカドネザル号にいたネオは迫ってくるセンチネルを謎の能力で機能停止させることに成功するが、昏睡に陥る。破壊されたネブカドネザル号の代わりにやってきたハンマー号の乗組員によって救出されるが、ハンマー号は他の船が攻撃態勢に入ろうとしたとき、カドゥケウス号から発射されたEMP攻撃で5隻が壊滅的な被害を受けたと語る。その攻撃の時に生き残っていた人物はエージェントが乗っ取っているベインのみであった。

## キャスト
| 役名                              | 俳優                             | 日本語吹き替え | 日本語吹き替え |
| 役名                              | 俳優                             | 劇場公開版     | フジテレビ版   |
| --------------------------------- | -------------------------------- | -------------- | -------------- |
| ネオ（トーマス・A・アンダーソン） | キアヌ・リーブス                 | 小山力也       | 森川智之       |
| モーフィアス                      | ローレンス・フィッシュバーン     | 玄田哲章       | 内海賢二       |
| トリニティー                      | キャリー＝アン・モス             | 日野由利加     | 戸田恵子       |
| エージェント・スミス              | ヒューゴ・ウィーヴィング         | 中田和宏       | 大塚芳忠       |
| ナイオビ                          | ジェイダ・ピンケット＝スミス     | 本田貴子       | 深見梨加       |
| オラクル                          | グロリア・フォスター             | 此島愛子       | 片岡富枝       |
| リンク                            | ハロルド・ペリノー・ジュニア     | 大川透         | 鳥海勝美       |
| キッド                            | クレイトン・ワトソン             | 緑川光         | 石田彰         |
| パーセフォニー                    | モニカ・ベルッチ                 | 大坂史子       | 塩田朋子       |
| メロヴィンジアン                  | ランベール・ウィルソン           | 中村秀利       | 江原正士       |
| キーメーカー                      | ランドール・ダク・キム           | 仲野裕         | 辻親八         |
| ロック司令官                      | ハリー・レニックス               | 石塚運昇       | 菅生隆之       |
| ハーマン評議員                    | アンソニー・ザーブ               | 村松康雄       | 麦人           |
| ジー                              | ノーナ・ゲイ                     | 朴璐美         | 引田有美       |
| アーキテクト                      | ヘルムート・バカイティス         | 有本欽隆       | 中村正         |
| ザ・ツインズ                      | ニール＆エイドリアン・レイメント | 保村真         | 福山廉士       |
| セラフ                            | コリン・チョウ                   | 辻谷耕史       | 家中宏         |
| ベイン                            | イアン・ブリス                   | 斉藤瑞樹       | 蓮池龍三       |
| ゴースト                          | アンソニー・ウォン               | 二又一成       | 高瀬右光       |
| カズ                              | ジーナ・トーレス                 | 唐沢潤         | きのしたゆうこ |
| ミフネ                            | ナサニエル・リーズ               | 佐々木勝彦     | 高瀬右光       |
| バラード                          | ロイ・ジョーンズ・ジュニア       | 楠大典         | 大川透         |
| エージェント・ジョンソン          | ダニエル・バーンハード           | 辻谷耕史       | 若本規夫       |
| エージェント・ジャクソン          | デヴィッド・A・キルド            | 石住昭彦       | 青山穣         |
| エージェント・トンプソン          | マット・マッコーム               | 松本大         | 斎藤志郎       |
| ウェスト評議員                    | コーネル・ウェスト               | 沢木郁也       | 宝亀克寿       |
| ディラード評議員                  | ロビン・ネビン                   | 沢田敏子       | 久保田民絵     |
| ソーレン                          | スティーブ・バストニー           | 佐々木勝彦     | 若本規夫       |
| ベクター                          | ドン・バッテ                     | 石住昭彦       | 宝亀克寿       |
| バイナリー                        | タヘイ・シンプソン               |                |                |
| アクセル                          | リー・ワネル                     | 保村真         | 羽切祥         |
| ジャックス                        | ソクラティス・オットー           | 斉藤瑞樹       | 青山穣         |
| ローランド                        | デヴィッド・ロバーツ             | 仲野裕         | 青山穣         |
| マギー                            | エッシー・デイヴィス             | 唐沢潤         | 幸田直子       |
| モーゼル                          | クリストファー・カービー         | 佐々木勝彦     | 大川透         |
| コルト                            | ピーター・ラム                   | 斉藤瑞樹       | 家中宏         |
| エーケイ                          | ロバート・マモーネ               | 石住昭彦       |                |
| ティラント                        | フランキー・スティーブンス       | 沢木郁也       | 斎藤志郎       |
| アイス                            | ケリー・バトラー                 | 吉沢希梨       | 幸田直子       |
| コラプト                          | ポール・コッター                 | 保村真         | 羽切祥         |
| ワーム                            | デレル・ジャクソン               | 斉藤瑞樹       |                |
| アジャックス                      | シェイン・C・ロドリゴ            | 松本大         | 福山廉士       |
| カーリー                          | クリスティン・アヌ               |                |                |
| マラカイ                          | スティーブ・ベラ                 | 松本大         | 福山廉士       |
| スパークス                        | ラッキー・ヒューム               | セリフなし     | セリフなし     |
| 副官                              | ルパート・リード                 | 楠大典         | 家中宏         |
| ワーツ                            | ジュヌヴィエーヴ・オライリー     |                | きのしたゆうこ |
| アベル                            | マルコム・ケナード               | 保村真         | 斎藤志郎       |
| ケイン                            | デイヴィット・ノウ               | 緑川光         |                |
| ラーマ・カンドラ                  | バーナード・ホワイト             | セリフなし     | セリフなし     |
| リンクの姪                        | アリマ・アシュトン＝ジェイブー   | 黒葛原未有     |                |
| リンクの甥                        | ジョシュア・ムバクウェ           | 大久保祥太郎   |                |
| ザイオン航空管制官                | マイケル・バット                 |                | 羽切祥         |
| 居眠りする警備員                  |                                  | 石住昭彦       | 若本規夫       |
| 注意する警備員                    |                                  | 松本大         | 大川透         |
| 「次回完結」のナレーション        | -                                | 石塚運昇       | -              |

- 劇場公開版吹き替え - VHS・DVD・BD収録

その他吹き替え - 村竹あおい
- フジテレビ版吹き替え - 初回放送2006年4月15日『土曜プレミアム』（21:00-23:34）※正味123分

2015年2月14日にWOWOWで放送された際、カット部分を同一声優で追加録音したものが放送された。
2018年11月7日発売の「マトリックス トリロジー 4K ULTRA HD& HD デジタル・リマスター ブルーレイ」には劇場公開版と共に、WOWOW追加収録版が収録。

## スタッフ
- 監督 - ラリー・ウォシャウスキー、アンディ・ウォシャウスキー
- 配給 - ワーナー・ブラザース
- 脚本 - ラリー・ウォシャウスキー、アンディ・ウォシャウスキー
- 音楽 - ドン・デービス
- カメラ - ビル・ポープ
- 編集 - ザック・ステンバーグ
- 視覚効果 - ソニー・ピクチャーズ・イメージワークス
- 製作 - ブルース・バーマン / グラント・ヒル / アンドリュー・マーソン / アンディ・ウォシャウスキー / ラリー・ウォシャウスキー

日本語版
| -              | ソフト版                          | フジテレビ版              |
| -------------- | --------------------------------- | ------------------------- |
| 演出           | 岩浪美和                          | 小林守夫                  |
| 翻訳           | 久保喜昭                          | 栗原とみ子 （古瀬由紀子） |
| 調整           | N/A                               | 柳川久子                  |
| 録音           | 山本和利                          | オムニバス・ジャパン      |
| 効果           | N/A                               | サウンドボックス          |
| 編集           | オムニバス・ジャパン              | N/A                       |
| プロデューサー | 尾谷アイコ 小出春美               | 中島良明 遠藤恵           |
| 制作           | ワーナー・ホーム・ビデオ 東北新社 | 東北新社                  |

## 作品解説

### 配役
ジー役はアリーヤを配役して撮影を進めていたが、完成前に事故死したため、ノーナ・M・ゲイが務めた。

### 撮影
撮影は主にオーストラリア・シドニーのフォックス・スタジオ・オーストラリアにおいて、続編『マトリックス レボリューションズ』と同時進行で行われた。
高速道路でカーチェイスを行う場面はアメリカ・カリフォルニア州アラメダの使用されなくなったアラメダ海軍退役軍人飛行場で撮影された。カーチェイスを撮影するべく条件に合う高速道路を探していたとき、撮影のため道路を封鎖して借り切ることが出来る道路としてオハイオ州アクロンにある環状線オハイオ州道59号線を見つけたが、プロデューサーが「撮影を始めるたびに車をスタート位置に配置する時間が莫大にかかる」としたことから、飛行場の古い滑走路上に約2.5 kmに及ぶ道路を造成した。この道路はのちに、劇中のカーチェイスシーンの最後に起きる、2台のセミトレーラトラックが正面衝突するとどうなるかを検証するテレビ番組『怪しい伝説』で使用された。
短いトンネルの部分はカリフォルニア州オークランドとアラメダを結ぶウェブスターチューブで撮影され、基地内の航空機格納庫では編集作業も行われた。
これらのセットに使用された大量の資材は、撮了後メキシコの低所得者向け住宅の木材として送られるなど97%が再利用された。

## 公開・反響
本作は、アメリカで公開初日に4250万ドルの興行収入を記録し、2002年5月に『スパイダーマン』が記録した3,940万ドルを越え、全米の公開初日の興行収入の新記録を樹立した。公開3日間の興行収入は$91,774,413を稼ぎ出した。これは『スパイダーマン』に次ぐ歴代2位の記録であった。
また、Rレーティングの映画として興行成績は2004年の『パッション』、公開3日間の成績は2015年の『デッドプール』に抜かれるまで歴代1位であった。
日本では6月7日から先々行、先行を実施。666スクリーンで公開され、先行上映を含む初日・2日間の興収は、22億2285万4550円（動員で148万6743人）を稼いだ。動員では及ばなかったものの、これまで「ハリーポッターと秘密の部屋」が持っていた20億5487万8350円を上まわり、日本新記録となった。
映画批評家のレビュー集積サイトのRotten Tomatoesでは244件のレビューで支持率73%、平均点を6.8/10とした。また別の映画批評家のレビュー集積サイトのMetacriticは35件のレビューを調査し、肯定的なものを25件、どちらともいえないものを14件、否定的なものを1件とし、加重平均値を62/100とて「概ね好評」と纏めた。
ユダヤ、キリスト、イスラムの3つの一神教に関連した話題が多いことから、エジプトでは上映禁止になった。エジプトのメディアは、本作に登場する「ザイオン」はシオン（エルサレム）をモデルにしており、それが悪に破壊されるため、シオニズムを助長する映画であると批判した。

## DVD
2003年に日本で発売された本作のDVDのオリジナル音声と日本語吹替え音声ではサラウンドミックスに違いがある。
ネオがセラフにオラクルの場所まで案内され、オラクルとの会話が終わりエージェント・スミスが登場するシーンでは、オリジナル音声はセンタースピーカーからスミスの声が出るが、日本語吹替え音声はリアスピーカーから声が出る。
フジテレビ制作の吹替は今作からステレオ制作になり、WOWOWでの吹替補完版もステレオ放送が行われた。

## Blu-ray
- 2008年12月以降、単体ブルーレイ、3作品同梱のブルーレイが発売されている。

## トリビア
高速道路の場面中、2台のフォード・トーラスと1台のダッジ・ラム、ダッジ・ストレイタスが一瞬登場するものの、それ以外の自動車は全てゼネラルモーターズ製である。そのうちカーチェイスに参加した自動車にはトリニティの運転するキャデラック・CTS、敵のザ・ツインズが運転するキャデラック・エスカレード EXT、パトカーには数台のシボレー・インパラ、シボレー・カプリスが使われた。カーチェイスの後、トリニティがキーメーカーを載せて運転するバイクはドゥカティ996である。
後に追加された車種としてオールズモビル・イントリーグ、オールズモビル・オーロラ、シボレー・タホ、アウディ・A8、三菱・マグナ、レクサス・ESなども登場している。
コリン・チョウが演じたセラフの役は、当初ジェット・リーにオファーが来ていたが、ジェット・リーはその役を引受けず、『ザ・ワン』（2001年）へ出演した。なお、キアヌ・リーブスは、『マトリックス』の出演準備として、ジェット・リーの作品からアクション・スタイルのヒントを取り入れたと語っている。

## テレビ放送
| 回数 | 放送局     | 放送枠           | 放送日        | 放送時間    | 放送分数 | 吹替版       | 視聴率 | 備考 |
| ---- | ---------- | ---------------- | ------------- | ----------- | -------- | ------------ | ------ | ---- |
| 1    | フジテレビ | 土曜プレミアム   | 2006年4月15日 | 21:00-23:34 | 154分    | フジテレビ版 |        |      |
| 2    | 日本テレビ | 金曜ロードショー | 2008年6月20日 | 21:03-23:14 | 131分    | フジテレビ版 |        |      |